# Gwangju FC
Gwangju Football Club is een Zuid-Koreaans voetbalclub uit Gwangju. De club werd opgericht in december 2010. De thuiswedstrijden worden in het Gwangju World Cup Stadium gespeeld, dat plaats biedt aan 44.118 toeschouwers. De club trad in 2011 als zestiende club toe tot de K-League. In 2012 degradeerde de club naar het nieuwe tweede niveau, de K League Challenge. In 2014 promoveerde de club weer terug naar wat nu de K League Classic heet. 